# Mohéli
Mohéli, anche conosciuta come Mwali, è una delle tre isole delle Comore.

## Geografia
Mohéli si trova nell'Oceano Indiano al largo della costa dell'Africa. È situata tra la Grande Comore e Anjouan.

## Demografia
La sua popolazione, nel 1991, era di circa 24 000 persone. La sua capitale è Fomboni. Il suo gruppo etnico principale, come nelle altre isole Comore e nel territorio francese delle Mayotte, è quello comoriano, una sintesi delle culture bantù, araba, malese e malgascia.
La religione principale è l'islam sunnita.

## Storia
Fino al 1830 Mohéli era parte del sultanato di Ndzuwenie che controllava anche Anjouan, la vicina isola. Nel 1830 immigrati dal Madagascar capeggiati da Ramanetaka, che più tardi cambiò il suo nome in Abderemane, presero il controllo dell'isola e costituirono il sultanato di Mwali.
Nel 1886 la Francia ne fece un suo protettorato. Fino al 1889 Mohéli aveva un proprio residente francese (una sorta di governatore), ma l'isola fu poi sottomessa alla residenza di Anjouan. Il sultanato fu abolito nel 1909, quando la Francia convertì lo status di Mohéli in colonia.

### La regina Djombe Fatima I (1836-1878)

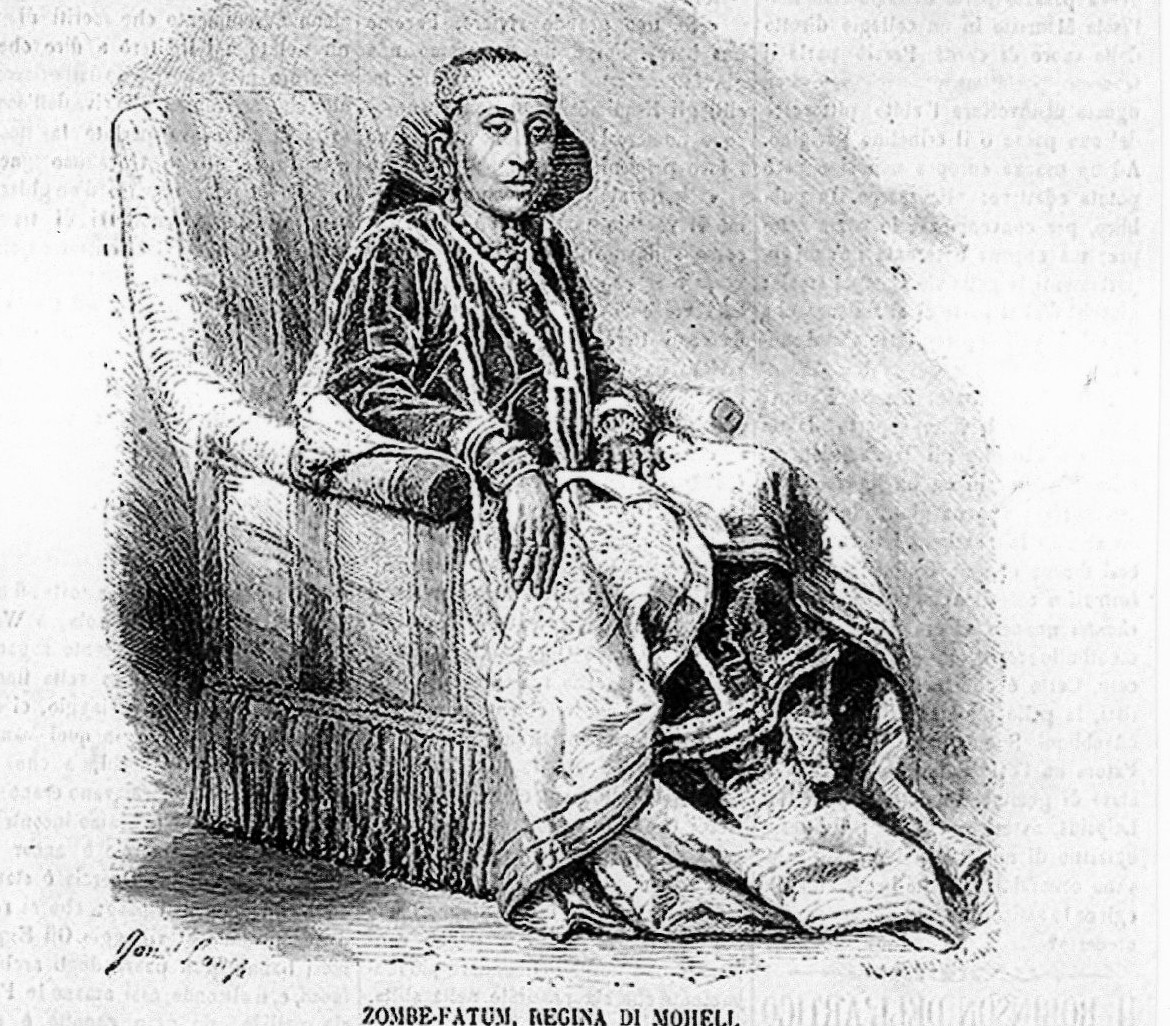
La regina Djoumbe Fatima I

Fu regina di Mohéli (1841-1867 e 1874-1878). Primogenita del sultano Ramanetaka (figlio del re Radama I del Madagascar) e della principessa Rovao che svolse funzioni di reggente alla morte del marito.
L'isola era turbata da gravi problemi, quali le intenzioni della Francia di farne una colonia (nel 1843 sbarcarano elementi della marina) e l'aggressività dei vicini malgasci. La giovane sovrana era circondata da soggetti locali che tentavano di manovrarla, ma soprattutto cadde sotto l'influenza non positiva della governante madame Droit, appositamente inviata dalla Francia per questo motivo.
La situazione divenne così critica che i notabili del regno spinsero Fatima a cacciare la donna nel 1851. La regina, intanto, l'anno successivo convolò a prime nozze con il principe M'kadara, dal quale avrà tre figli. Il primogenito Mohammed le succedette nel 1867 quando lei decise di abdicare, stanca della criticità delle vicende.
Fatima I si recò a Parigi per chiedere l'appoggio di Napoleone III, ma, scomparso nel 1874 il giovane sultano, dovette risalire sul trono. La sua storia sentimentale fu ancora movimentata: morto M'kadara, intrecciò una relazione con Joseph Lambert che eserciterà un ruolo significativo nella politica isolana, ma si risposò con il principe d'Anjouan Said Omar, vicino alla Francia. La regina si piegherà infatti alla volontà dei francesi accettando le interferenze, che poi si trasformeranno in colonizzazione. Dal terzo matrimonio con il conte francese Emile Fleuriot de Langle nacque nel 1874 Ursula Salima che sarà l'ultima sultana di Mohéli. Fatima morì nel 1878, a soli 42 anni.

### L'ultima sultana Salima I Machamba (1878-1909)
Fu l'ultima regina di Mohéli indipendente e del ramo locale dei Merina. Succedette a soli quattro anni alla madre Fatima I, deceduta nel 1878 e fu sottoposta all'autorità di alcuni reggenti che, per mantenere il potere, la manovrarono a loro piacimento inviandola in Francia, con la motivazione ufficiale di farle compiere adeguati studi in uno Stato moderno.
Nel 1886 il reggente, in suo nome, sottoscrisse il trattato di protettorato francese, mentre la regina si occidentalizzò sempre più convertendosi al cattolicesimo e trascurando la lingua madre. In Francia, dunque, la giovane Salima conobbe il gendarme Camille Paule, più anziano di lei: espresse la volontà di sposarlo causando una "bufera" diplomatica tra la sua isola e Parigi. Si decise che avrebbe dovuto scegliere tra l'uomo e il trono: la regina preferì sposare Camille. Si stabilì con lui a Pesmes en Franche-Comtè dove nacquero i tre figli: Louise Henriette principessa di Mohéli, Louis e Fernand. A Mohéli, intanto, fu soppresso il sultanato e la Francia decise per l'isola lo status di colonia.
Salima morì quasi novantenne nel 1962 e fu sepolta accanto al marito nella chiesa di Saint-Hilaire a Pesmes.

### Storia recente

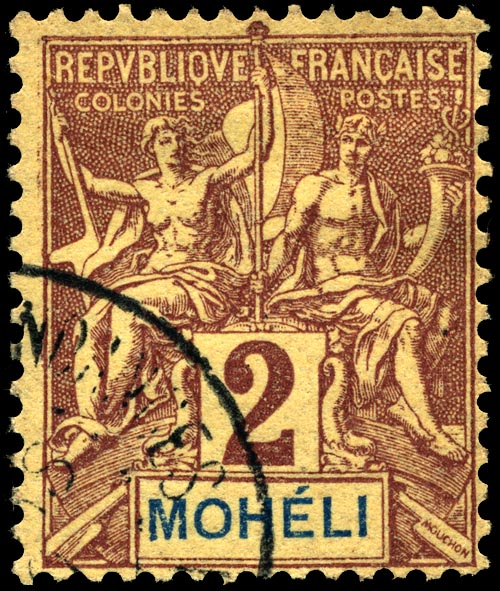
Francobollo del 1906

Nel 1975 Mohéli si unì con la Grande Comore e Anjouan a formare lo Stato delle Comore.
Agitazioni politiche, economiche e sociali afflissero Mohéli e le Comore in generale.
L'11 agosto 1997, Mohéli uscì dalle Comore, seguita da Anjouan dopo una sola settimana. I leader secessionisti di Mohéli erano Said Mohamed Soefu che divenne presidente e Soidri Ahmed, che diventò primo ministro.
Mohéli si riunì, poi, tranquillamente alle Comore nel 1998. Nel 2002, Mohéli ratificò la nuova costituzione comorese, la quale prevedeva un governo federale meno centralizzato e concedeva più potere ai governi dell'isola. Ciò aiutò a placare lo stato di continua agitazione politica nelle Comore e i perduranti intenti secessionisti di Anjouan. Nel 2002 Mohamed Said Fazul è stato eletto presidente dell'isola e i suoi sostenitori ottennero molti posti nella delegazione di Mohéli al Parlamento nelle elezioni politiche del 2004.
I francobolli, vecchi e nuovi, emessi dalle poste di Mohéli sono ricercati dai collezionisti e rappresentano un'ottima entrata per il bilancio
dello Stato delle isole Comore unitamente al turismo che si sviluppa, facendo sì che i giovani abbiano nuove occasioni lavorative e non siano
costretti a lasciare l'arcipelago.